# Mounana
Mounana – miasto w Gabonie, w prowincji Górne Ogowe. W 2007 liczyło 9 176 mieszkańców.